# 贝尔-兰开斯特制
贝尔-兰开斯特制（Bell-Lancaster method），又名导生制（monitorial system）是一种流行于19世纪初的教学方法。
贝尔-兰开斯特制由两位英国教育家——英国圣公会牧师安德鲁·贝尔博士和约瑟夫·兰开斯特分别独立创行。1791年(或1792年)，贝尔在印度马德拉斯的军人孤儿学校中，开始选择导生帮助他教其他学生。因此这种方法也被称为“馬德拉斯制”。1798年，他在回到英国以后，曾经出版过一本小册子《一个教育实验》介绍导生制，不过未能引起人们的关注。1798年，兰开斯特在伦敦巴勒路创办了一所学校，也自发实行了这种办法。后来，他发现贝尔的小册子，并在1803年出版了《教育的改良》，引起英国公众的关注。
贝尔-兰开斯特制的思路是，教師先教会年长或成绩较好的学生（导生，helpers），由他们担任教师的助手，将他们刚学会的知识内容再教给其他学生。
19世纪初，由于贝尔-兰开斯特制对于普及初等教育很有价值，因此在欧美各国相当流行。